# 16089 Lamb
16089 Lamb este un asteroid din centura principală de asteroizi.

## Descriere
16089 Lamb este un asteroid din centura principală de asteroizi. A fost descoperit pe 7 octombrie 1999 la Socorro, New Mexico, în cadrul proiectului LINEAR. Asteroidul prezintă o orbită caracterizată de o semiaxă mare de 2,67 ua, o excentricitate de 0,14 și o înclinație de 3,1° în raport cu ecliptica.